# Ingeborg Harms
Ingeborg Harms (* 15. September 1956 in Lüneburg) ist eine deutsche Kulturwissenschaftlerin und Hochschullehrerin.   Seit 2012 ist sie Professorin für Designtheorie mit Schwerpunkt Mode an der Universität der Künste Berlin. Neben ihrer wissenschaftlichen und journalistischen Tätigkeit ist sie Verfasserin von Erzählungen und Essays. 

## Leben
Ingeborg Harms studierte nach dem Abitur an der Wilhelm-Raabe-Schule Germanistik, Romanistik und Philosophie an den Universitäten Marburg und Hamburg und wurde mit einer Arbeit über Heinrich von Kleist promoviert. Von 1986 bis 1993 forschte und lehrte sie an verschiedenen US-amerikanischen Hochschulen, so an der Yale University in New Haven. Sie wirkte mit an der historisch-kritischen „Brandenburger Ausgabe“ sämtlicher Werke Heinrich von Kleists. Von 1993 bis 1998 war sie wissenschaftliche Mitarbeiterin am Germanistischen Seminar der Universität Bonn. Seit 1997 ist sie feste Mitarbeiterin im Feuilleton der Frankfurter Allgemeinen Zeitung.
Seit 2012 ist sie als Professorin für Designtheorie mit Schwerpunkt Mode am Institut für experimentelles Bekleidungs- und Textildesign der Fakultät Gestaltung an der Universität der Künste Berlin tätig.
Ingeborg Harms ist neben ihrer wissenschaftlichen und journalistischen Tätigkeit Verfasserin von Erzählungen und Essays und erhielt 1990 beim Ingeborg-Bachmann-Wettbewerb in Klagenfurt das Stipendium der Verlage sowie 1996 ein Stipendium der Stiftung Niedersachsen.

## Werke
- Zwei Spiele Kleists von Trauer und Lust. Fink, München 1990, ISBN 3-7705-2660-0.
- Hard drive. Hanser, München und Wien 1992, ISBN 3-446-16279-8.

Herausgeberschaft
- Mode/Kunst-Fashion/Art. (= figurationen, Heft 2/2000). Böhlau, Köln u. a. 2000.